# ケラトスティリス・レティスクアマ
ケラトスティリス・レティスクアマ Ceratostylis retisquama Rchb. f.  はラン科の植物の1種。この属では大きめの赤い花をつける。

## 特徴
着生植物の多年生草本。匍匐茎は垂れ下がるように伸び、その表面は褐色をした網目状の葉鞘で包まれている。茎は短くて長さ2-3cm。その先端に1枚だけ着く葉は線状披針形あるいは棒状で他肉質となっており、その長さは10～12cmになる。花は茎の先端に1個か2個付き、半ばまで広がって咲き、その径は3cm程で、煉瓦色に近い赤色をしている。花は通常のランとは反対に三角の小さな唇弁が上を向いて着いている。萼片は長楕円形をしており長さ2cm、側萼片はその基部で互いにくっついて短いメンタムを形成する。側花弁は狭倒卵形で長さは萼片とほぼ等しい。唇弁は多肉質でごく小さく、その基部は卵形で先端に向かって細まる。
萼片と側花弁は何れも珊瑚色(コーラルレッド)で、きらきらした水晶のような質感がある。

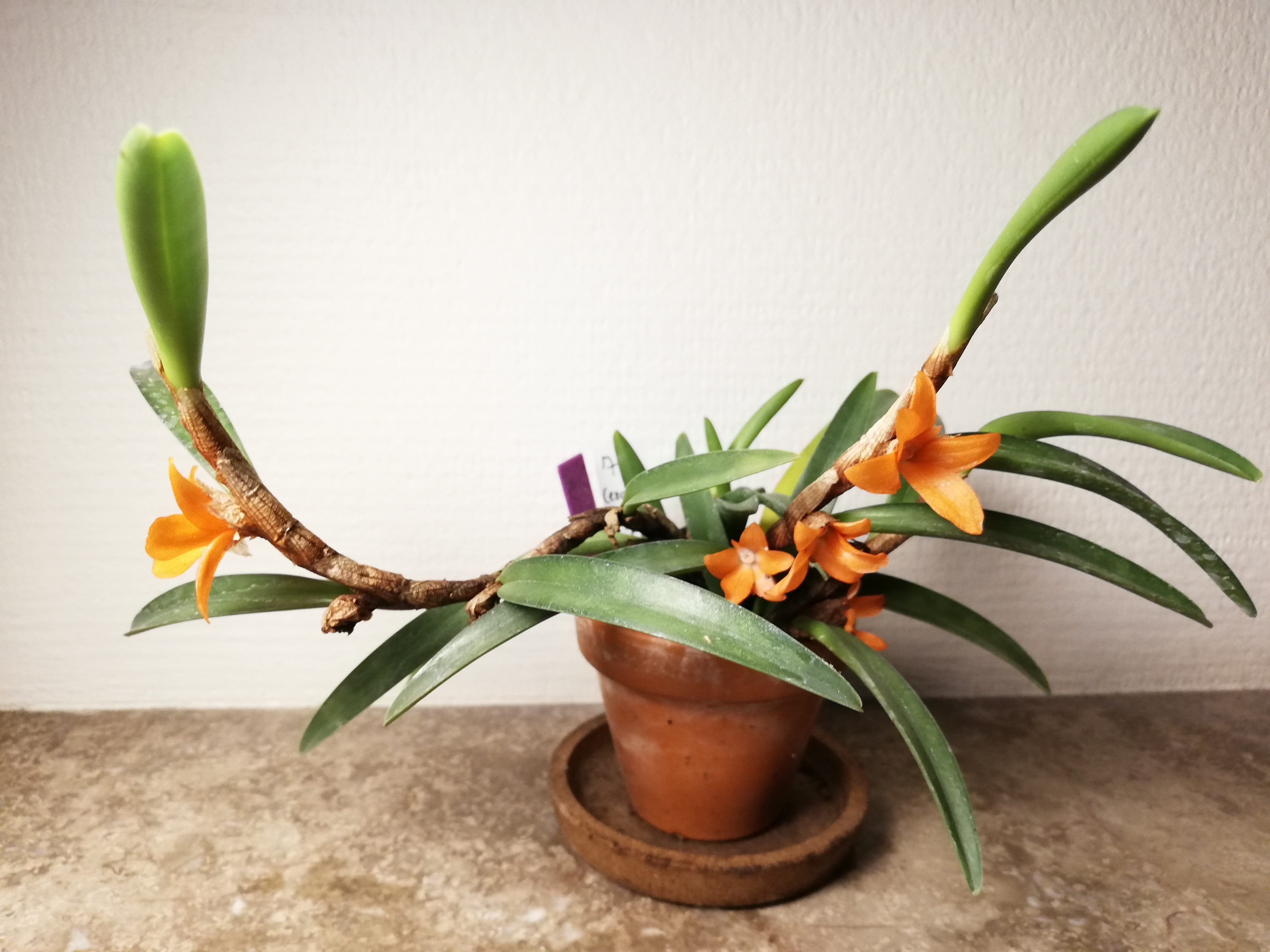
全体の姿

## 分布
フィリピンのルソン島とミンダナオ島に分布する。

## 分類
学名としてはルブラ C. rubra の方が通りが良い面があるが、頭記の学名はこれより50年以上前に与えられていたものである。これは従来別種として記載されたものが同種であるとの判断になったものである。

## 利用
洋ランとして栽培される。本属のものではもっとも普及しているものだが、一般の花屋で見かけるほどに普及しているものではない。本属のものには小さな花をつけるものが多いが、本種はその中では大きくて華やかな花をつけるもので、また個々の花の寿命は短いものの1年を通して次々に咲く。ヘゴ板につけるなどしてつり下げて栽培することがよく行われる。下垂して育つ時は大株になる。